# Kleinregion ASTEG
Die Kleinregion ASTEG ist die freiwillige Kooperation von vier Gemeinden sowie des Truppenübungsplatzes Allentsteig im Bezirk Zwettl in Niederösterreich in den Bereichen Daseinsvorsorge, Bürgerservice und Raumentwicklung. Der Name der Kleinregion setzt sich aus den Anfangsbuchstaben der Namen ihrer Mitglieder zusammen. Kleinregionen in Niederösterreich werden durch die Niederösterreichische Landesregierung als Instrument der ländlichen Entwicklung und Raumplanung gefördert.

## Mitglieder
Die Kleinregion ASTEG setzt sich aus folgenden Mitgliedern zusammen:
- Stadtgemeinde Allentsteig
- Marktgemeinde Echsenbach
- Marktgemeinde Göpfritz an der Wild
- Marktgemeinde Schwarzenau
- Truppenübungsplatz Allentsteig

Die 2006 gegründete Kleinregion ASTEG wird vom Verein Kleinregion Asteg getragen, dessen Vorstand die Bürgermeister sowie Gemeinderäte aus den Mitgliedsgemeinden bilden. Besonderheit der Kleinregion ASTEG ist die Mitwirkung des österreichischen Bundesheeres, das mit dem Truppenübungsplatz Allentsteig fast die Hälfte der Kleinregion besitzt und nutzt. Die Kleinregion betreibt ein Projektbüro in Schwarzenau.

## Projekte
Hauptaufgaben der Kleinregion sind Ausbau und Vermarktung des Erholungsraums mit einem Gesundheitskompetenzzentrum und dem Neuro-Rehabilitationszentrum in Allentsteig, der Ausbau eines Radwegenetzes, die Stärkung der regionalen Identität durch Maßnahmen wie der Einrichtung einer Website für die Kleinregion sowie – in Zusammenarbeit mit der Kleinregion Kampseen – die Errichtung eines Katastrophenschutzzentrums. Ein weiterer zentraler Aspekt ist die Zusammenarbeit mit dem österreichischen Bundesheer, das in der Kleinregion einen der größeren Truppenübungsplätze Europas betreibt, der einerseits größter Arbeitgeber der Kleinregion ist, gleichzeitig aber auch eine Belastung für ihre wirtschaftliche Entwicklung darstellt.